# Petit Palais

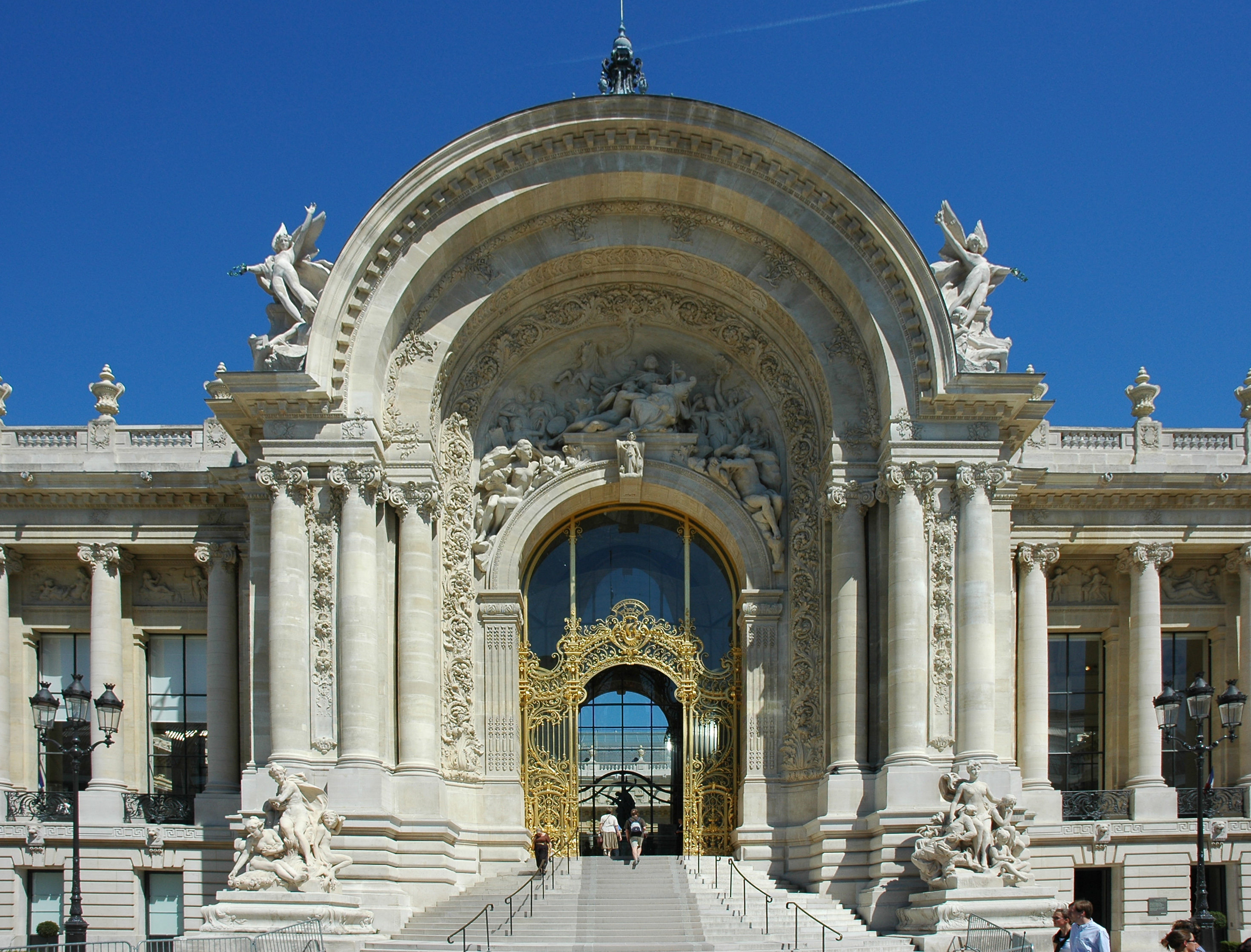
La façana del Petit Palais

El Petit Palais és un monument històric de França, seu del Museu de Belles Arts de la ciutat de París, situat al 8è arrondissement de París, avinguda Winston-Churchill, de cara al Grand Palais, construït en ocasió de l'Exposició Universal de París (1900) per l'arquitecte Charles Girault.

## Presentació
El Petit Palais és organitzat al voltant d'un jardí semicircular. Els llocs d'exposició són situats al primer pis, la planta baixa és consagrada als despatxos i a les reserves.
La façana fa prop de 150 m de longitud, centrada per un porxo monumental superat d'una cúpula.  Columnes dòriques en guarneixen la cara principal així com el peristil semicircular del tribunal interior. La decoració és completada per nombrosos baixos relleus.
Charles Girault havia concebut espais de manera única il·luminats per la llum natural, creant vidrieres, cúpules transparents i amples obertures.
La façana del Museu Reial de l'Àfrica Central de Tervuren, a Bèlgica, també dibuixada per Charles Girault, reprendrà en part la composició i els motius del Petit Palais.
L'arquitectura del Petit Palais s'assembla molt significativament a l'Òpera de Saigon al Vietnam, antiga capital de la Indoxina francesa. Construïda també el 1900 (d'ací aquesta semblança).
El primer quart del segle xx fou decorat pel pintor argenti Próspero López Buchardo amb col·laboarció amb Fernand Cormon.

## Les col·leccions
Des de 1902, el Petit Palais esdevé «Palau de les Belles Arts de la Ciutat de París» per acollir una col·lecció permanent (de l'Antiguitat a la fi del segle xix, les col·leccions del segle XX es troben al palais de Tokyo) i exposicions temporals.
Aquestes col·leccions han estat enriquides per nombroses donacions de les quals es poden citar les més importants:
- Eugène i Auguste Dutuit han cedit la seva col·lecció el 1902, rica en prop de 20000 obres i implicant diverses obres majors de l'escola holandesa (entre els quals un autoretrat de Rembrandt i el Segrest de Proserpine de Rubens), antiguitats  greco- romanes, objectes d'art de l'edat mitjana i del Renaixement, gravats i  dibuixos de mestres (Martin Schongauer, Albrecht Dürer, Rembrandt, Fragonard…).
- Edward i Julia Tuck cedeixen el 1930 la seva col·lecció d'objectes d'art francès del segle xviii.
- Ambroise Vollard cedeix diverses obres modernes al museu, entre les quals es pot citar el Portrait d'Ambroise Vollard au chat per Pierre Bonnard (1924) o un altre retrat del mecenes per Paul Cézanne (1899).
- Roger Cabal llega al museu una col·lecció d'icones el 1998.

Paral·lelament a aquestes donacions, el museu es adquireix nombroses obres entre les quals diversos quadres de Gustave Courbet.

## Algunes grans exposicions
- 1955, Artistes estrangers a França (Alkis Pierrakos, Geneviève, Nina Tryggvadottir, Zaven Hadichian, Paul Jenkins…).
- 1967 Els tresors de Tutankamon. Organitzada per l'egiptòloga Christiane Desroches Noblecourt, l'exposició havia d'ajudar a salvar els temples de Núbia, com el d'Abu Simbel, en perill de desaparèixer per la construcció de la Resclosa d'Assuan. El concepte de «patrimoni de la humanitat» sorgeix aleshores. L'exposició que llançarà la passió francesa per Egipte, durarà més de sis mesos i reunirà 1,2 milió de visitants.

## La renovació
Entre gener de 2001 i juny de 2005, el Petit Palais fou tancat per a fer renovació. El mestre d'obra dels treballs ha estat assegurat per l'Atelier d'architecture Chaix & Morel et associés.
El Petit Palais va reobrir les seves portes al gran públic el 10 de desembre de 2005 exposant tres fotògrafs: La fotògrafa Flore, Patrick Tourneboeuf i Bruno Delamain.
|  |  |  |

Es creen a la planta baixa espais d'exposició suplementaris (22000 m² en total), les reserves es traslladen al subsòl. La col·lecció permanent és exposada a l'esquerra entrant, les exposicions temporals a la dreta.
|  |  |  |  |

Al fons del jardí, un cafè permet refrescar-se. Les finestres dels espais d'exposició i les vidrieres de les col·leccions permanents són restaurades per a l'enllumenat natural. Els despatxos són situats a sobre les exposicions temporals. Es crea un amfiteatre a la planta baixa sota el jardí.
|  |  |  |  |